# Merendree
Merendree es un pueblo en la provincia belga de Flandes Oriental y una localidad del municipio de Deinze . El pueblo está ubicado en la zona sur de Meetjesland, en la intersección del canal Gante-Brujas y el canal Schipdonk . El nombre de la calle Dopershoek recuerda el lugar donde solían vivir los anabaptistas.

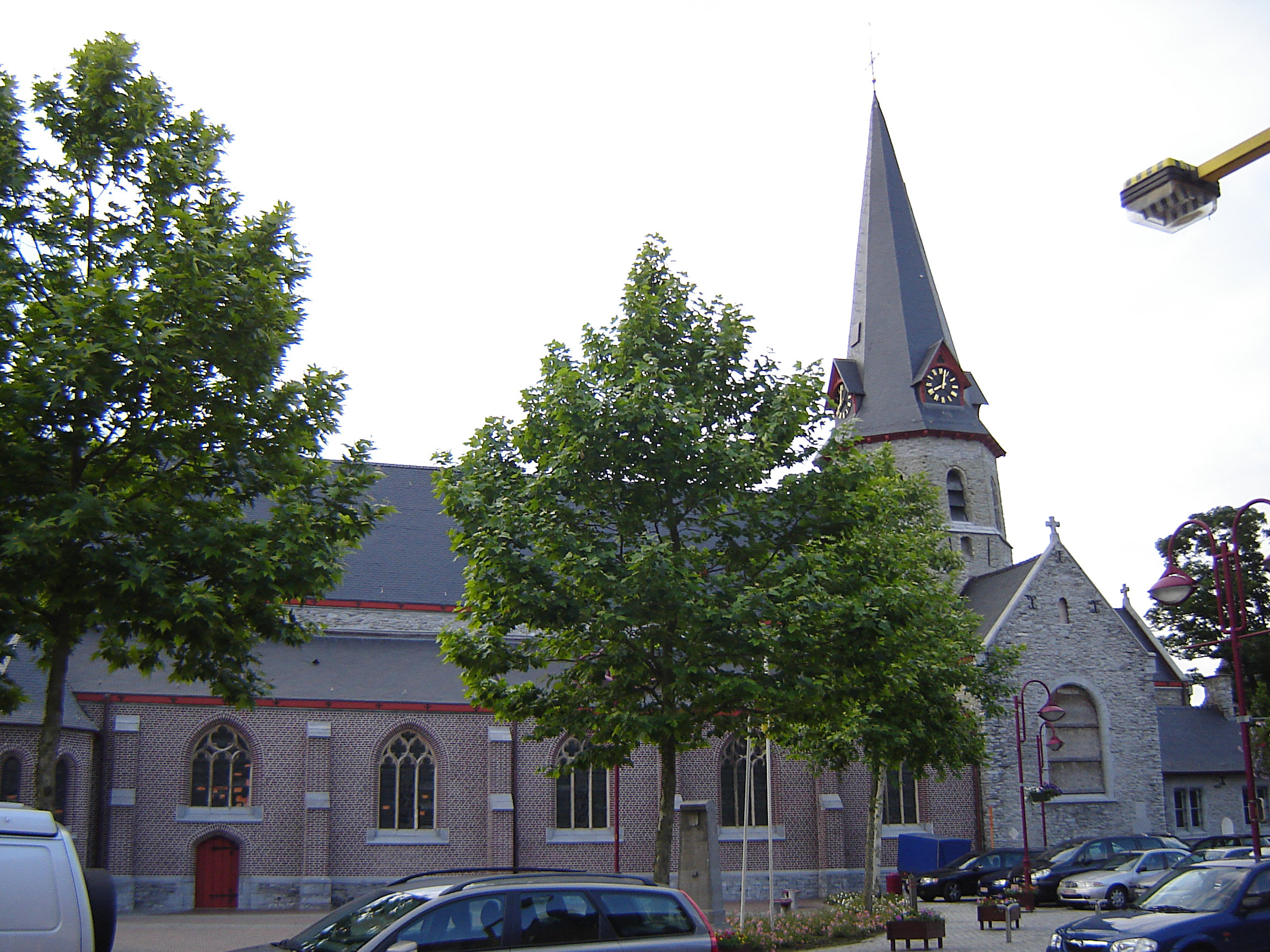
Iglesia de Santa Radegunda

Durmen es un poblado en Merendree. El nombre hace referencia a la presencia anterior del río Durme .

Los hallazgos arqueológicos indican que Merendree fue uno de los primeros lugares habitados de la región. Merendree sería un vocablo prehistórico relacionado con el agua y significa lugar situado en un río con meandros o lugar en un río hermoso . Al excavar el Canal Schipdonk (1846-1860), se encontraron restos prehistóricos y de la época romana . La primera referencia escrita data del año 722 como: Merendra  )
A finales del siglo XIII, el señorío de Merendree pasó a manos de la familia van Gavere, que también tenía como feudo a Vinderhoute, por lo que ambos señoríos quedaron unidos. En 1764, la rectoría se construyó en el lugar donde una vez estuvo el castillo de los señores.
El 1 de enero de 1977, el entonces municipio de Merendree se integró en el municipio de Nevele . El 1 de enero de 2019, el municipio de Nevele, incluido Merendree, se fusionó a su vez con Deinze.

## Monumentos

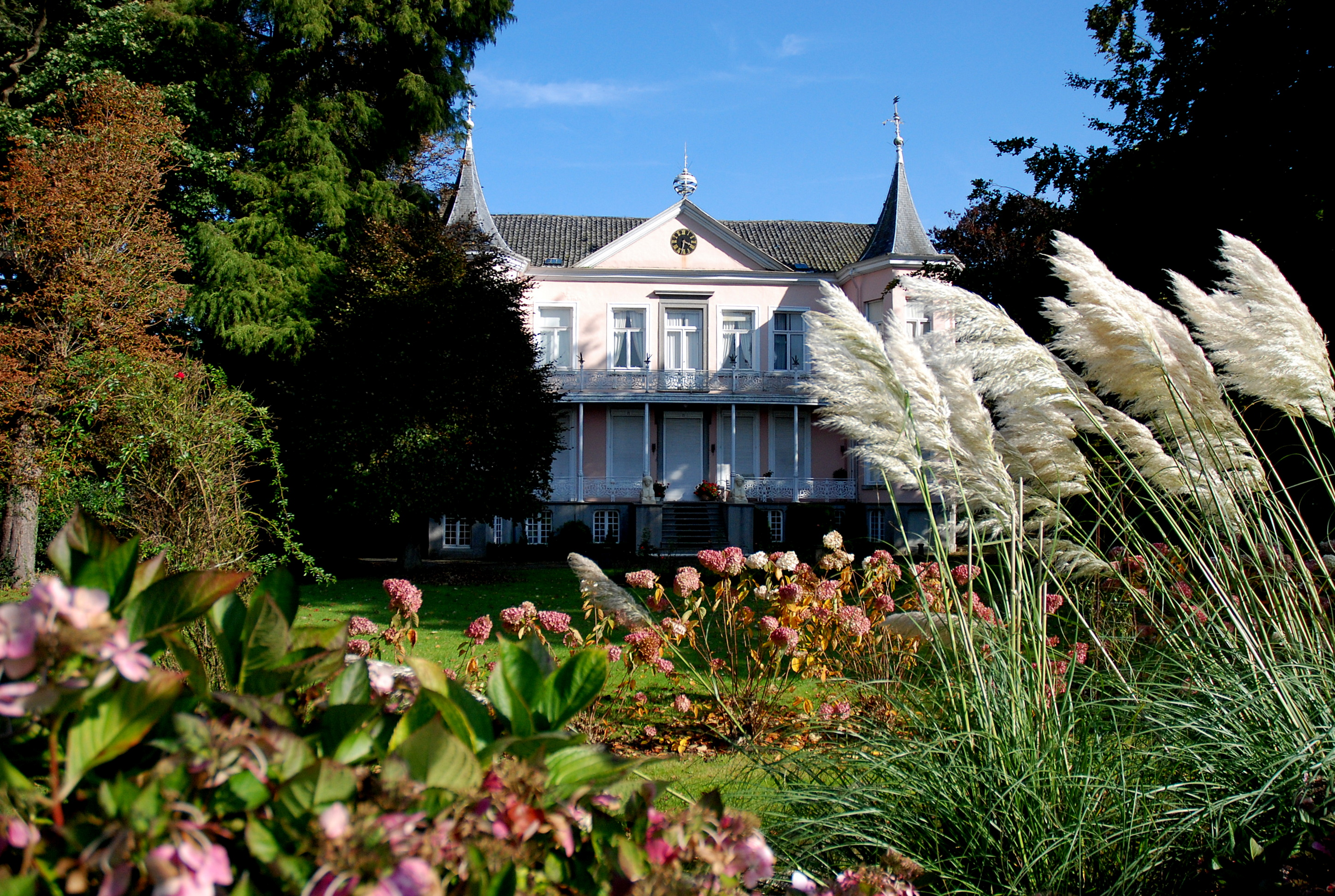
Castillo en Velde en estilo Luis XVI

- La Iglesia de Santa Radegunda, la única iglesia de Flandes dedicada a este santa
- La rectoría con el parque circundante.
- Castillo te Velde
- Castillo Ter Wallen
- Castillo de Kervyn de Meerendré
- Castillo de Melderen
- Dominio País de Flandes
- Molino Steyaert
- Las granjas protegidas en Alsemweg
- El Dries van Merendree, en la Biezestraat
- La antigua fábrica de cerveza Colle, en Biezestraat 28, complejo del siglo XIX con la casa del cervecero, la antigua fábrica de cerveza y la capilla

## Naturaleza y paisaje
Merendree se encuentra a una altitud de unos 10 metros con el Canal Schipdonk al oeste y el Oude Kale en el este. Al norte de Merendree se encuentra el canal Gante-Brujas, que se interseca con el canal Schipdonk.

## Nacidos en Merendree
- Gerulfo (740-c. 750), mártir
- Isaac De Meyer (1788-1861), médico

## Núcleos cercanos
- Landegem
- Lovendegem
- Hansbeke